# Walk on Water
Walk on Water (hebräisch ללכת על המים, Lalechet al haMajim) ist ein israelischer Film von Eytan Fox aus dem Jahre 2004 mit Lior Ashkenazi, Knut Berger, Ernest Lenart und Caroline Peters in den Hauptrollen. Das Drehbuch schrieb Gal Uchovsky. Die Dialoge sind auf Englisch, Hebräisch und Deutsch. Er feierte am 5. Februar 2004 bei den Internationalen Filmfestspielen in Berlin Premiere. In Israel kam er am 18. März 2004, in den USA am 4. März 2005 in die Kinos. Das erste Mal in den USA gezeigt wurde der Film am 23. Oktober 2004 beim Milwaukee International Film Festival.

## Handlung
Eyal ist ein hartherziger Agent des israelischen Geheimdienstes Mossad und mit der Eliminierung von Feinden Israels befasst. Seine Ehefrau hat vor kurzem Selbstmord begangen. Da Eyal eine Therapie verweigert, entscheidet die Führung des Geheimdienstes, ihn vorerst mit einer weniger anspruchsvollen Aufgabe zu betrauen. Er soll einen deutschen Alt-Nazi, der Kriegsverbrechen begangen hat, finden und töten, bevor dieser durch seinen natürlichen Tod einer Strafe entgeht.
Eyal, der diesen Auftrag für reine Zeitverschwendung hält, wird auf die beiden Enkel des Nazis angesetzt. Da seine Eltern deutsche Juden waren, versteht er die deutsche Sprache bestens. Er gibt sich als Fremdenführer aus und lernt Axel und Pia, die erwachsenen Enkelkinder des alten Mannes, kennen. Pia lebt in einem Kibbuz, wo sie ihr Bruder Axel aus Deutschland besucht, um sie davon zu überzeugen, zum siebzigsten Geburtstag ihres Vaters nach Berlin zurückzukehren. Pia verachtet ihren Vater, weil er mit dem untergetauchten Nazi-Großvater Kontakt hat, wovon Axel erst jetzt erfährt. Im Laufe seiner Zeit als angeblicher Fremdenführer kann sich Eyal der Herzlichkeit der deutschen Geschwister nicht verschließen, deren Begeisterung für die israelische Kultur irritiert ihn allerdings.
In einem Tel Aviver Restaurant erfährt Axel eines Abends von Rafik, einem palästinensischen Kellner, wo der beste Club der Stadt sei. Als die Drei später am Abend dort eintreffen, stellt sich der Ort als Schwulenklub heraus. Eyal reagiert wenig begeistert, und als er sieht, dass Axel mit Rafik tanzt, wird ihm klar, dass Axel schwul ist. Auf dem am Folgetag stattfindenden gemeinsamen Ausflug nach Jerusalem gibt Eyal überdies seiner Abneigung gegenüber den Palästinensern Ausdruck, für die Axel mehrfach Verständnis äußert. Er versucht, sich seines Auftrags zu entledigen, und begründet dies gegenüber seinem Vorgesetzten mit seiner Abneigung gegen Schwule.
Sein Vorgesetzter besteht jedoch auf der Fortsetzung der Mission, weshalb Eyal nach Axels Rückreise diesen in Berlin besuchen muss. Er beginnt allmählich zu akzeptieren, dass Axels sexuelle Orientierung unbedeutend ist. Axel lädt Eyal zu der Geburtstagsfeier seines Vaters ein, wo als Überraschungsgast der untergetauchte, inzwischen schwer kranke Großvater auftaucht. Axel ist wütend auf seine Mutter, mit der er in eine Auseinandersetzung abseits der Feier gerät, die ihm Vorwürfe macht, Eyal eingeladen zu haben. Sie äußert die Vermutung, dass Eyal möglicherweise ein israelischer Geheimagent sein könne, und wirft Axel vor, dass dieser immer nur Schwierigkeiten mache. Eyal, der ebenfalls Zeuge des Auftritts des Großvaters wurde, verlässt die Feier, um mit seinem Vorgesetzten Kontakt aufzunehmen. Axel sucht nach Eyal in dessen Zimmer. Da er diesen dort nicht vorfindet, durchsucht er in einer Ahnung Eyals Gepäck und findet Photos seines Großvaters. Axel wird klar, dass Eyal tatsächlich ein Mossadagent ist.
Eyal erhält von seinem Vorgesetzten währenddessen in einem Berliner Hotel Injektionsspritzen und ein Gift, um den Großvater zu töten. Nach seiner Rückkehr in Axels Elternhaus bringt er es jedoch nicht übers Herz, diesem die Spritze zu verabreichen. Axel beobachtet ihn dabei, und als Eyal das Zimmer unverrichteter Dinge verlassen hat, schaltet Axel die lebenserhaltenden Maschinen seines Großvaters ab. Gegenüber Axel legt Eyal später ein Geständnis ab: Seine verstorbene Frau, die Selbstmord begangen hatte, pflegte ihm vorzuwerfen, das alles, was er anfasse, zugrunde gehe. Mit dieser Erkenntnis inzwischen selbst konfrontiert, sieht Eyal, dass er nicht länger als Agent arbeiten will.
Es vergehen zwei Jahre, und Eyal wird als Vater eines Kindes mit Pia gezeigt. Eyal schreibt Axel in einer E-Mail seine Gedanken über das Vatersein und über die Zeit mit ihm zusammen in Israel. Nachdem Axel bisher nur Beziehungen zu Nicht-Deutschen hatte, weil er es nicht ertrug, mit einem Deutschen zusammen zu sein, erschließt sich aus Eyals Zeilen, dass er inzwischen einen deutschen Freund hat. Somit wird deutlich, dass auch Axel die Vergangenheit überwunden hat und sich von seiner Familiengeschichte befreien konnte.

## Kritik
„Die zwischen Genrekino, Melodram und Drama angesiedelte Geschichte reflektiert über die Schuld der Väter und die Sühne der Kinder, bleibt aber zu sehr der emotionalen Oberfläche verhaftet.“

## Einordnung
In seinem dritten Film wollte Regisseur Eytan Fox sich mit der Rolle der Vergangenheit im Leben der jungen Menschen von heute beschäftigen. Fox hält die israelische Gesellschaft für zu maskulin und hart und kritisiert, dass sie in ihrer Fixierung auf den eigenen Opferstatus und den Holocaust das Leid der Palästinenser nicht sehe. Wie in seinem Vorgängerfilm Yossi & Jagger kontrastiert Eytan auch in diesem Film zwei radikal verschiedene Männertypen.

## Auszeichnungen
- 2004 gewann Ivri Lider für Walk on Water beim israelischen Filmpreis Ophir Award Auszeichnungen für die beste Musik und den besten „Original-Song“ sowie Gil Toren für den besten „Sound“. Nominiert war der Film auch in den Kategorien „Bester Film“, Eytan Fox als bester Regisseur, Lior Ashkenazi als bester Hauptdarsteller, Gal Uchovsky für das beste Drehbuch, Tobias Hochstein für die beste Kamera und Yosef Grunfeld für den besten Schnitt.